# العلاقات السريلانكية السنغافورية
العلاقات السريلانكية السنغافورية هي العلاقات الثنائية التي تجمع بين سريلانكا وسنغافورة.

## مقارنة بين البلدين
هذه مقارنة عامة ومرجعية للدولتين:
| وجه المقارنة                                              | سريلانكا                         | سنغافورة                                                             |
| --------------------------------------------------------- | -------------------------------- | -------------------------------------------------------------------- |
| المساحة (كم2)                                             | 65.61 ألف                        | 719                                                                  |
| عدد السكان (نسمة)                                         | 21.44 مليون                      | 5.89 مليون                                                           |
| الكثافة السكانية (ن./كم²)                                 | 326.78                           | 819.19 ألف                                                           |
| العاصمة                                                   | سري جاياواردنابورا كوتي، كولمبو  | سنغافورة                                                             |
| اللغة الرسمية                                             | اللغة السنهالية، اللغة التاميلية | لغة إنجليزية، اللغة الملايو، اللغة الصينية القياسية، اللغة التاميلية |
| العملة                                                    | روبية سريلانكي                   | دولار سنغافوري                                                       |
| الناتج المحلي الإجمالي (بليون دولار)                      | 87.17 مليار                      | 323.91 مليار                                                         |
| الناتج المحلي الإجمالي (تعادل القوة الشرائية) بليون دولار | 246.62 مليار                     | 472.59 مليار                                                         |
| الناتج المحلي الإجمالي الاسمي للفرد دولار أمريكي          | 3.93 ألف                         | 52.89 ألف                                                            |
| الناتج المحلي الإجمالي للفرد دولار أمريكي                 | 11.11 ألف                        | 82.76 ألف                                                            |
| مؤشر التنمية البشرية                                      | 0.757                            | 0.925                                                                |
| رمز المكالمات الدولي                                      | +94                              | +65                                                                  |
| رمز الإنترنت                                              | .lk،                             | .sg                                                                  |
| المنطقة الزمنية                                           | ت ع م+05:30                      | ت ع م+08:00، توقيت سنغافورة المنسق ‏                                  |

## منظمات دولية مشتركة
يشترك البلدان في عضوية مجموعة من المنظمات الدولية، منها:
| علم المنظمة | اسم المنظمة                               | تاريخ انضمام سريلانكا | تاريخ انضمام سنغافورة |
| ----------- | ----------------------------------------- | --------------------- | --------------------- |
|             | بنك التنمية الآسيوي                       | 1966                  | 1966                  |
|             | وكالة ضمان الاستثمار متعدد الأطراف        | 27 مايو 1988          | 24 فبراير 1998        |
|             | الأمم المتحدة                             | 14 ديسمبر 1955        | 21 سبتمبر 1965        |
|             | دول الكومنولث                             | 1948                  | ?                     |
|             | منظمة حظر الأسلحة الكيميائية              | ?                     | ?                     |
|             | منظمة التجارة العالمية                    | ?                     | ?                     |
|             | منظمة الشرطة الجنائية الدولية             | ?                     | ?                     |
|             | مؤسسة التنمية الدولية                     | 27 يونيو 1961         | 27 سبتمبر 2002        |
|             | يونسكو                                    | 14 نوفمبر 1949        | 8 أكتوبر 2007         |
|             | الاتحاد البريدي العالمي                   | ?                     | ?                     |
|             | البنك الدولي للإنشاء والتعمير             | 29 أغسطس 1950         | 3 أغسطس 1966          |
|             | منتدى آسيان الإقليمي ‏                     | ?                     | ?                     |
|             | المنظمة الهيدروغرافية الدولية             | ?                     | ?                     |
|             | الاتحاد الدولي للاتصالات                  | 1897                  | 22 أكتوبر 1965        |
|             | مؤسسة التمويل الدولية                     | 20 يوليو 1956         | 4 سبتمبر 1968         |
|             | المركز الدولي لتسوية المنازعات الاستشارية | 11 نوفمبر 1967        | 13 نوفمبر 1968        |

## وصلات خارجية
- موقع وزارة الخارجية السريلانكية
- موقع وزارة الخارجية السنغافورية